# Kangoeroepoot
De kangoeroepoot of het kangoeroepootje (Anigozanthos) is een geslacht uit de familie Haemodoraceae. Het geslacht telt ongeveer elf soorten die voorkomen in Australië. In Nederland en België wordt het verkocht als snijbloem of kuipplant. 

## Beschrijving
Deze vaste planten zijn endemisch voor droge zandige, kiezelachtige gebieden in het zuidwesten van Australië, maar komen ook voor in een verscheidenheid aan andere omgevingen en grondsoorten. Ze worden commercieel geteeld in Australië, de Verenigde Staten, Japan en Israël.
De plant groeit uit korte, ondergrondse, horizontale wortelstokken. De lengte en het karakter hiervan kunnen per soort verschillen: sommige zijn vlezig, andere zijn kwetsbaar. Door de sappige wortelstelsels kunnen de planten zeer droge periodes overleven. In de zomer sterven een aantal soorten af tot op de wortelstok en groeien weer uit in de herfst.
De planten hebben een rozet van lang groene tot grijsgroene bladeren. De bladeren van sommige soorten zijn behaard. Vanuit het hart van deze rozet groeien  lange bladloze stengels, die tot 2 m hoog kunnen worden, en eindigen in een bloemtros. De grootte en hoogte van deze stengels, die met gekleurde haren bekleed kunnen zijn, verschillen van soort tot soort.
De knolachtige bloemknoppen zijn ook bedekt met gekleurde haren, waardoor ze een fluweelachtig uiterlijk krijgen. Dergelijke lange haren bepalen ook de kleur van de bloem, die kan variëren van bijna zwart tot geel, oranje en rood. De buisvormige bloemknop lijkt op een kangoeroepoot, vandaar de naam. De bloempunt verspreidt zich als een waaier in zes bloembladen. Volwassen planten kunnen aan het einde van elke stengel maximaal tien bloemen hebben.

## Soorten
Het geslacht omvat verschillende soorten:
- Anigozanthos bicolor
- Anigozanthos flavidus
- Anigozanthos gabrielae
- Anigozanthos humilis
- Anigozanthos kalbarriensis
- Anigozanthos manglesii
- Anigozanthos onycis
- Anigozanthos preissii
- Anigozanthos pulcherrimus
- Anigozanthos rufus
- Anigozanthos viridis

Anigozanthos soorten
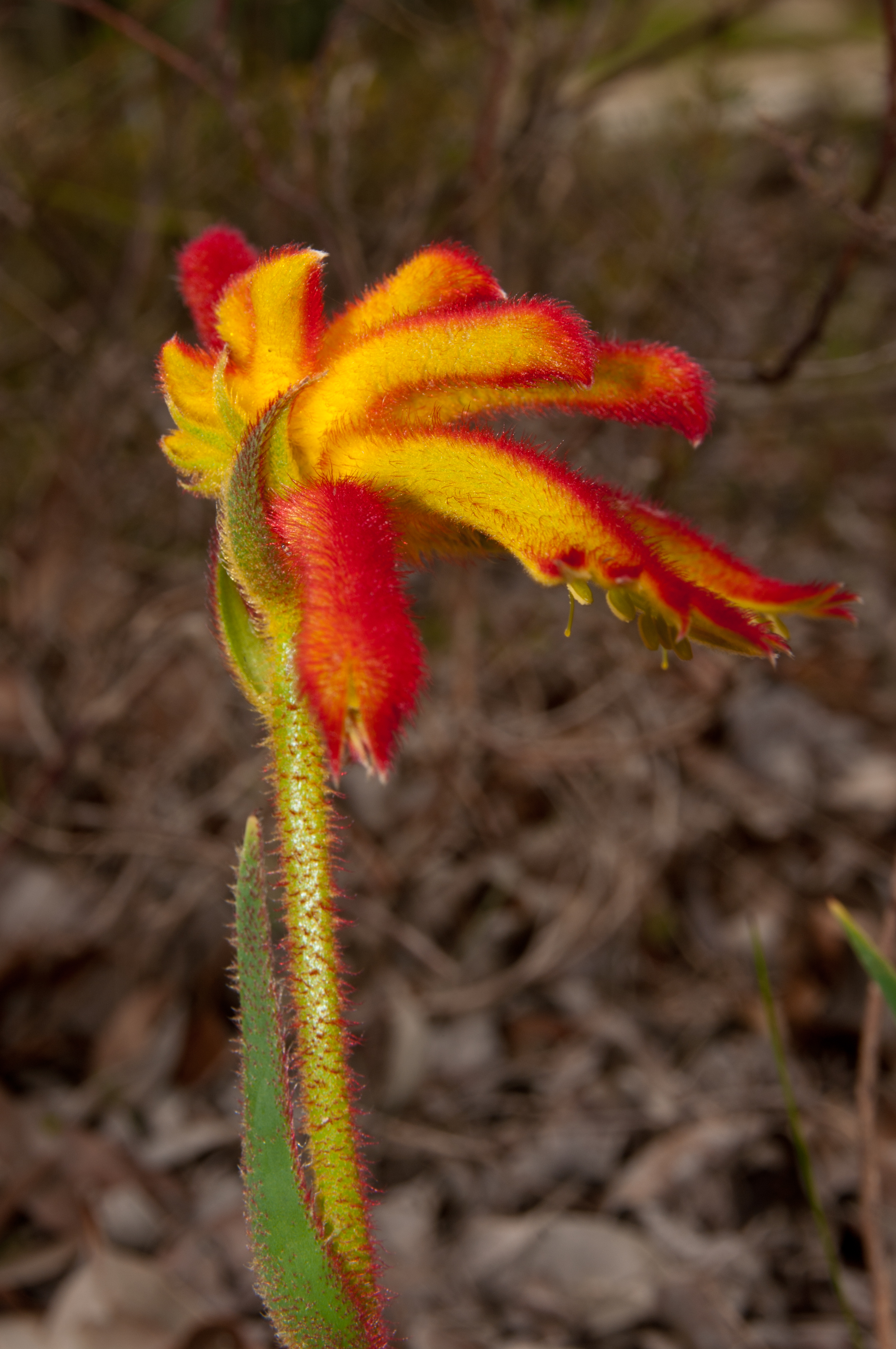
Anigozanthos humilis
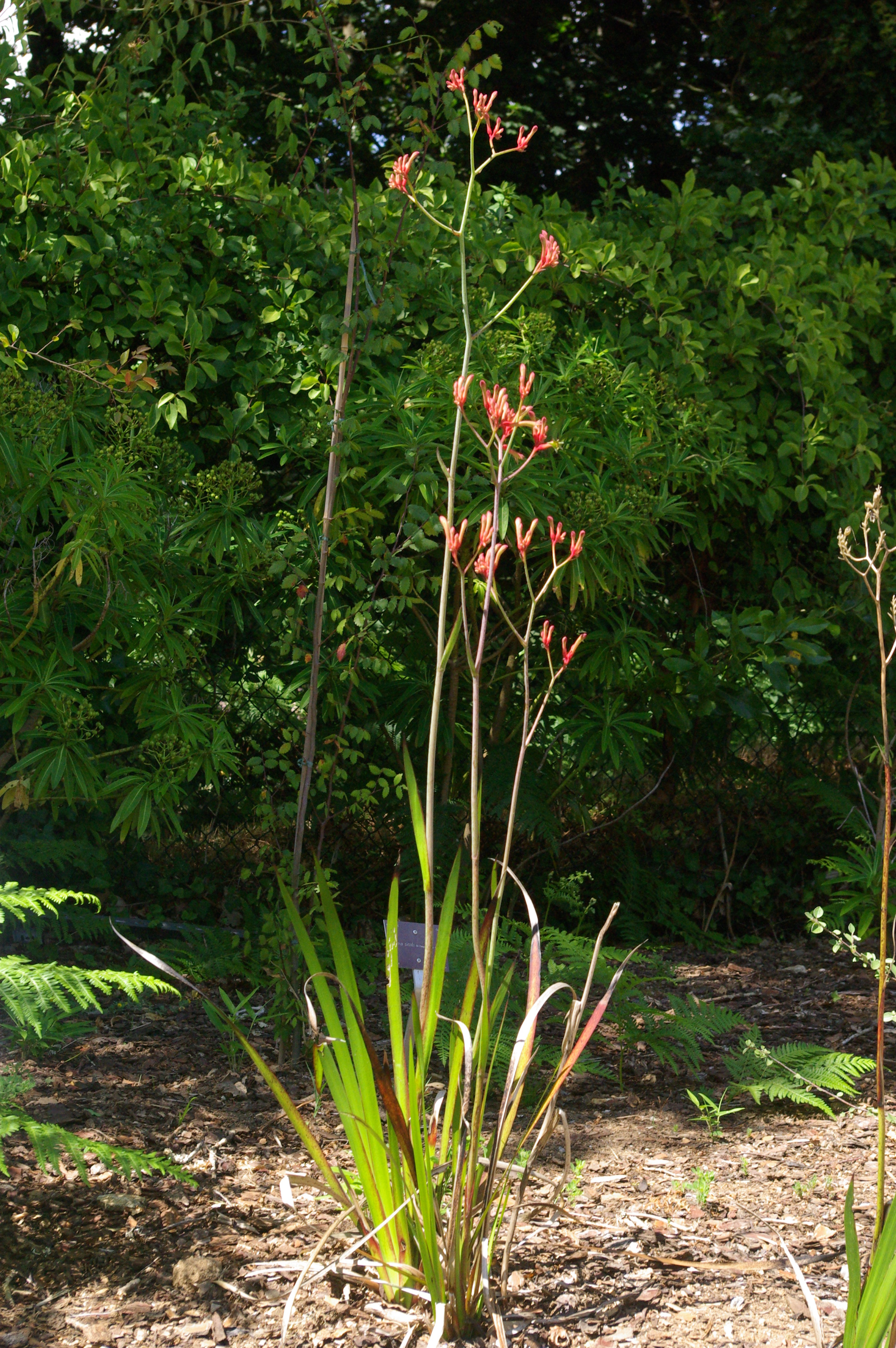
Anigozanthos rufa
Anigozanthos flavidus